# Sabina de Bavaria
Sabina de Bavaria-München (24 aprilie 1492 – 30 august 1564) s-a născut ducesă de Bavaria, devenind ulterior soție a lui Ulrich, duce de Württemberg.
Sabina a fost fiica lui Albert al IV-lea, duce de Bavaria și a soției acestuia, Kunigunde de Austria, fiica lui Frederic al III-lea, Împărat al Sfântului Imperiu Roman și a Eleonorei a Portugaliei.

## Viața
Sabina a fost fiica lui Albert al IV-lea, duce de Bavaria și a soției acestuia, Kunigunde de Austria, fiica lui Frederic al III-lea, Împărat al Sfântului Imperiu Roman și a Eleonorei a Portugaliei.
Sabina a fost promisă la vârsta de șase ani din motive strategice chiar de unchiul ei, regele Maximilian I, lui Ulrich de Württemberg, cu care s-a măritat 15 ani mai târziu. Acest mariaj a fost nefericit datorită tendințelor violente ale lui Ulrich, astfel Sabina a fost forțată în cele din urmă să fugă din Württemberg, fără cei doi copii ai ei și căutând adăpost la frații ei din München.
Când în 1551, fiul ei, Christoph, a moștenit tronul Württembergului, Sabina mutându-se la Nürtingen. Acolo, ea a condus o instanță mică și de a fi o femeie educată, s-a transformat într-un loc de întâlnire pentru protestantismului Württembergului.

## Urmași
Cu Ulrich de Württemberg, Sabina a avut doi copii:
- Christoph, duce de Württemberg (12 mai 1515 - 28 decembrie 1568)
- Anna de Württemberg (30 ianuarie 1513 – 29 iunie 1530)